# Gäddtjärnen (Sorsele socken, Lappland, 729754-156307)
Gäddtjärnen är en sjö i Sorsele kommun i Lappland och ingår i Umeälvens huvudavrinningsområde. Sjön har en area på 0,115 kvadratkilometer och ligger 447,4 meter över havet.

## Delavrinningsområde
Gäddtjärnen ingår i det delavrinningsområde (729958-156267) som SMHI kallar för Mynnar i Jeribäcken. Medelhöjden är 482 meter över havet och ytan är 7,62 kvadratkilometer. Det finns inga avrinningsområden uppströms utan avrinningsområdet är högsta punkten. Vattendraget som avvattnar avrinningsområdet har biflödesordning 4, vilket innebär att vattnet flödar genom totalt 4 vattendrag innan det når havet efter 361 kilometer. Avrinningsområdet består mestadels av skog (97 procent). Avrinningsområdet har 0,11 kvadratkilometer vattenytor vilket ger det en sjöprocent på 1,5 procent.